# Chiesa di Santa Maria a Monte Macerata
La chiesa di Santa Maria macerata è un edificio sacro situato nel comune di San Casciano in Val di Pesa.

## Storia
Le prime notizie sulla chiesa risalgono al maggio del 981 quando viene citata in un atto di affitto di beni. In tale atto Pietro di Teuzzone dette in affitto dei beni posti nel castello di Santa Maria sotto il monte chiamato di Macerata. Il castello doveva prendere il nome dalla chiesa che evidentemente era già attiva. Il primo documento in cui viene citata solo la chiesa risale al maggio del 1015, quando una parte di essa viene donata dal rettore della chiesa, Giovanni, alla badia di Passignano.
Altre citazioni risalgono al 7 agosto del 1260 quando l'allora rettore Zanca Diotaiuti si impegnava a versare all'esercito fiorentino 4 staia di grano. La esigua quantità di grano da pagare dimostra che il territorio della chiesa doveva essere abbastanza povero. A conferma di ciò sono i versamenti per le decime del 1276 e del 1302 quando la chiesa non paga mai cifre superiori alle 3 lire e 4 soldi.
Nel XIV secolo il popolo della chiesa elesse autonomamente il proprio rettore e nello stesso periodo venne fondata una Compagnia di Laici, verso la quale esiste una donazione testamentaria di tale Salvi Toracci datata 28 maggio 1326. Nel XV secolo il patronato della chiesa passò alla famiglia Buondelmonti e successivamente alla famiglia Niccolini; alla fine del XV secolo la chiesa venne unita alla chiesa di Sant'Andrea a Fabbrica.
L'edificio venne probabilmente ricostruito nel XVI secolo perché risulta nuovamente riconsacrata in data 28 settembre 1538; sicuramente invece venne ricostruita nel 1828 a spese del Granduca Leopoldo II e il ricordo di tale atto venne inciso sull'architrave della porta d'ingresso.
Nel 1986 è stata soppressa e annessa a alla chiesa di Montefiridolfi.

## Architettura
La chiesa è ad unica navata e si presenta secondo lo stile semplice datogli dopo la ricostruzione nel 1828.
Esternamente restano tracce dello stile romanico originario solo sul fianco settentrionale e sulla facciata, grazie all'intonaco cadente. Il paramento originario è costituito da conci di calcare alberese di color avorio, disposti a corsi paralleli e orizzontali.
Presso la chiesa era conservata una tavola raffigurante la Madonna Assunta tra i santi Stefano e Giovanni Gualberto che è stata trafugata negli anni ottanta del XX secolo. Proviene da questa chiesa anche una croce astile in bronzo dorato, realizzata da artigiani locali nel XIV secolo; tale croce oggi è esposta nel Museo di San Casciano.